# Juan Manuel Pedrini
Juan Manuel Pedrini (Presidencia Roque Sáenz Peña, Chaco, 1960) es un abogado, escribano y dirigente político argentino. Actualmente, se desempeña como diputado nacional, integrando el Frente de Todos. Es padre de dos hijos y actualmente reside en la ciudad de Resistencia.

## Biografía

### Vida personal
Nació en el seno de una familia de intensa actividad en la política local. Su padre, Juan Pedrini, y sus tíos paternos, Adam y Ferdinando Pedrini y su abuelo Vicente Amores fueron reconocidos dirigentes justicialistas. En el caso de este último, Vicente Amores, siendo diputado provincial por el Partido Unión Popular, presentó un proyecto de ley sobre la creación de una Lotería de Asistencia Social de la Provincia del Chaco en fecha 22 de octubre. En las Consideraciones Generales, su autor expresaba que la creación de la Lotería "obedece a móviles de bien público, altos propósitos que serán compartidos por todos los diputados. Debemos partir de una base saludable. El juego de la Lotería no configura un vicio en el sentido habitual de la palabra. La Lotería no se convierte en pasión, a lo más llega a convertirse en una costumbre, en la búsqueda de un número soñado o intuido".

## Carrera

### Formación académica
Juan Manuel Pedrini es abogado y escribano, graduado en la Universidad Católica de Santa Fe.

### Trayectoria política
Convención Constituyente del Chaco. En 1994, con 34 años, es electo Presidente de la Honorable Convención Constituyente de la Provincia del Chaco. Dicha reforma introdujo cambios novedosos, como el reconocimiento de los pueblos originarios y sus derechos, las cláusulas que impiden la privatización de empresas de servicios del Estado provincial y un nuevo régimen electoral.
Gestión en el Municipio de Resistencia. Desde 1997 a 1999 fue designado secretario de Gobierno del Intendente Rafael González. Y desde diciembre de ese mismo año hasta el 2003, ocupó el cargo de Concejal
Entre 2007/2009 fue Presidente de Lotería Chaqueña, logrando erradicar el juego clandestino, estatizar casinos, aumentar significativamente las ganancias y recaudaciones de la entidad autárquica.

### Gestión en la Provincia del Chaco
Juan Manuel Pedrini acompañó a Jorge Capitanich desde los comienzos de su gestión como Gobernador de la Provincia del Chaco. Entre 2007 y 2010, se desempeña como Presidente de Lotería Chaqueña, logrando erradicar el juego clandestino, estatizar casinos, aumentar significativamente las ganancias y recaudaciones de la entidad autárquica.
Luego, entre 2010 y 2013, asume como Ministro de Gobierno, Justicia, Seguridad y Trabajo, período de gestión en el cual se implementó el sistema de denuncias 911, se creó la Policía Caminera, digitalización del Registro de la Propiedad Inmueble, entre otros.

### Mandato como diputado Nacional
En 2013, fue elegido Diputado Nacional con el 59,3% de los votos válidos emitidos. Durante su mandato presentó diversos proyectos de ley, entre los que se destacan el proyecto para regular y proteger la protesta social, la creación de la Universidad Nacional de los Pueblos Originarios y una reforma del Código Electoral Nacional. Fue presidente de la Comisión de Análisis y Seguimiento del Cumplimiento de las Normas Tributarias y Previsionales, secretario de la Comisión de Seguridad Interior y Vocal de las comisiones de Relaciones Exteriores y Culto, Derechos Humanos y Garantías, Presupuesto y Hacienda, Personas Mayores, entre otras. En el 2017 fue elegido Diputado Provincial del Chaco, durante la gestión gubernamental de Domingo Peppo.